# Saint-Gobain Denmark
Saint-Gobain Denmark A/S er en dansk producent af byggematerialer og en del af franske Saint-Gobain. De producerer Saint-Gobain-mærkerne: Leca, Weber, Isover og Gyproc på fabrikker i Danmark. Leca producerer letklinker; Weber producerer mørtel, cement og kvartssand; Isover producerer mineraluld og Gyproc producer gipsplader.
Dansk Leca A/S blev etableret i 1939. I 2008 blev virksomhedens navn ændret til Saint-Gobain Weber A/S, da virksomheden var blevet opkøbt af Saint-Gobain. I 2015 ændrede de navn til Saint-Gobain Denmark A/S. I 2023 havde Saint-Gobain Denmark  460 ansatte. Omsætningen var i 2023 på 1,284 mia. kroner.